# خانه‌ای در انتهای دنیا
خانه‌ای در انتهای دنیا (انگلیسی: A Home at the End of the World) یک فیلم در سبک رمانتیک و درام به کارگردانی مایکل مِـیـِر است که در سال ۲۰۰۴ منتشر شد.

## بازیگران
- کالین فارل
- دالاس رابرتس
- رابین رایت
- مت فروئر
- سیسی اسپیسک
- ایژا وی‌ایرا
- ران لی
- رایان داناوهو